# Jaime Moreno Laval
Jaime Moreno Laval (Santiago, 1945-ibídem, 28 de marzo de 2012) fue un periodista y dirigente gremial chileno de afiliación democratacristiana.
Se formó en el Colegio de los Sagrados Corazones de Santiago. Posteriormente ingresó a la Pontificia Universidad Católica, donde alcanzó el título de periodista.
Apenas titulado viajó a España, país donde realizó un postítulo en radio y televisión.
De vuelta a Chile, en plena dictadura del general Augusto Pinochet, formó parte del grupo de periodistas que fundó la revista Hoy, opositora al Gobierno de facto.
A inicios de los años 1980 se convirtió en el primer presentador de El Diario de Cooperativa. Más tarde pasó a Radio Chilena y a la Corporación de Televisión de la Pontificia Universidad Católica de Chile.
Durante el Gobierno del presidente Patricio Aylwin colaboró como embajador en Costa Rica (1990-1992).
En 1993 fue el primer director de prensa de Chilevisión. De 1997 a 2001 fue director de servicios informativos de Televisión Nacional de Chile.
Fue presidente del Colegio de Periodistas entre los años 1987 y 1990.
Falleció en la capital chilena el 28 de marzo de 2012 producto de un paro cardiorrespiratorio.